# Ширандо (Вирџинија)
Ширандо (енгл. Sherando) насељено је место без административног статуса у америчкој савезној држави Вирџинија.

## Демографија
По попису из 2010. године број становника је 688, што је 23 (3,5%) становника више него 2000. године.
| Група             | 2000.       | 2010.       |
| Белци             | 640 (96,2%) | 660 (95,9%) |
| Афроамериканци    | 8 (1,2%)    | 10 (1,5%)   |
| Азијати           | 3 (0,5%)    | 0 (0,0%)    |
| Хиспаноамериканци | 5 (0,8%)    | 6 (0,9%)    |
| Укупно            | 665         | 688         |